# Zesde Coalitieoorlog
De Zesde Coalitieoorlog (maart 1813 – mei 1814) was een grootschalig militair conflict tussen legers onder bevelvoering van keizer Napoleon van het Franse keizerrijk en bondgenoten enerzijds en de zogenaamde Zesde Coalitie, bestaand uit andere Europese grootmachten in die tijd: het keizerrijk Rusland en Oostenrijk, het koninkrijk Pruisen en Groot-Brittannië. Na de voor Napoleon en zijn manschappen rampzalige veldtocht naar Rusland, met een zware nederlaag in de Slag bij Leipzig, was de keizer gedwongen zich terug te trekken en af te treden. Hij werd verbannen naar het eilandje Elba.
De Zesde Coalitieoorlog werd uitgevochten over het hele Europese continent, van Lissabon tot Moskou. Naar schatting waren er door alle deelnemende vorsten meer dan twee en een half miljoen manschappen geronseld voor de gevechten, daarvan vonden er ongeveer twee miljoen de dood, door militair geweld, uitputting en verhongering en ziekte, waarvan één miljoen alleen al in Rusland.
In de Duitse geschiedschrijving worden gevechten van de Zesde Coalitieoorlog die op de eigen grondgebieden plaatsvonden ook wel de "Duitse bevrijdingsoorlogen" (Befreiungskriege) of "vrijheidsoorlogen" (Freiheitskriege) genoemd. Vanuit het Duitse perspectief bracht de militaire overwinning mee dat de Duitse staten niet langer werden gedomineerd door Frankrijk. Mede daardoor kwamen er na de oorlog in de klasse van de burgerij liberale en nationalistische bewegingen op gang die een gemeenschappelijk vaderland nastreefden gebaseerd op een grondwet met politieke medenzeggenschap, persvrijheid, rechtszekerheid en opheffing van standsverschillen.

## Achtergrond

### Frankrijk wint Vijfde Coalitieoorlog
Na de nederlaag van Oostenrijk in de Vijfde Coalitieoorlog (1809) was Napoleon heer en meester in Europa. Het grootste deel van het continent was nu Frans, als vazalstaat, bondgenoot, vriend of verslagen vijand. Alleen de Britse Eilanden, de belegerde stad Cádiz en het gebied rond Lissabon bleven uit Franse handen. In 1810 trouwde Napoleon met de Oostenrijkse aartshertogin Marie Louise, waarmee hij een langdurende vrede tussen Frankrijk en Oostenrijk hoopte te bereiken.

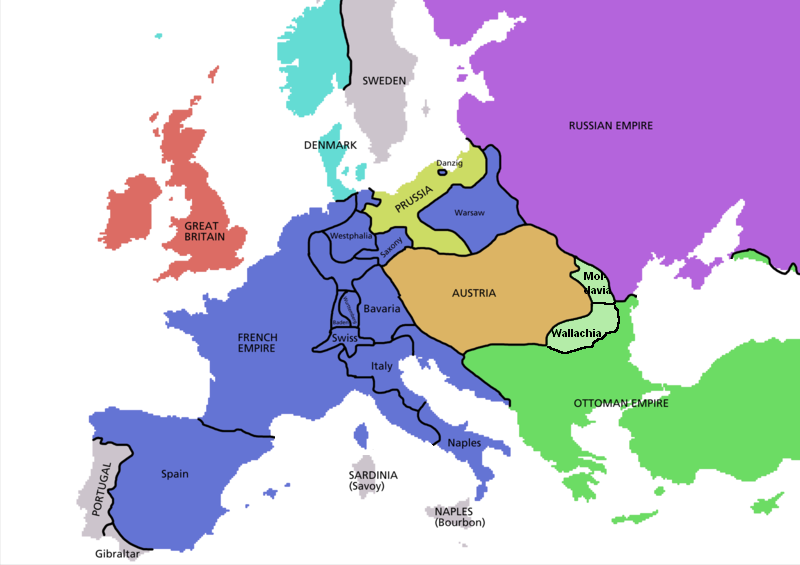
Europa in 1812

Rusland en Pruisen waren bondgenoten van Frankrijk geworden bij de Verdragen van Tilsit (7 en 9 juli 1807) en hadden Groot-Brittannië de oorlog verklaard. Ook sloot Rusland zich aan bij het Continentaal Stelsel, een anti-Britse handelsblokkade met het doel de Britse economie te vernietigen door de Britten uit te sluiten van handel met de landen op het Europese continent.

### Rusland, Zweden en Groot-Brittannië zoeken toenadering
De Russen waren echter zeer ontevreden met hun deelname aan het economisch ongunstige Continentaal Stelsel. De relatie met de Fransen verslechterde in snel tempo en op 31 december 1810 liet Rusland weten geen bondgenoot meer te willen zijn van Frankrijk. Op 18 juli 1812 sloot Rusland in het geheim een anti-Frans bondgenootschap met Groot-Brittannië en Zweden met de Vrede van Örebro. Evenwel zouden de Britten en Zweden Rusland volkomen in de steek laten tijdens de Veldtocht van Napoleon naar Rusland (24 juni – 14 december 1812). Pas daarna zou dit bondgenootschap enige betekenis krijgen.
Om de Russische tsaar Alexander I te dwingen binnen het Continentaal Stelsel te blijven en een dreigende Russische invasie van Polen te voorkomen (waar een Franse vazalstaat, het Hertogdom Warschau, was gevestigd), besloot Napoleon om de Russen de oorlog te verklaren en een grootscheepse invasie van Rusland te beginnen.

### Napoleons veldtocht naar Rusland
Op 23 juni 1812 stak het Franse Grande Armée van meer dan 650.000 man de Memel over en viel Russisch grondgebied binnen. De Russen boden weinig weerstand en de Russische bevelhebber Barclay de Tolly paste de tactiek van de verschroeide aarde toe: de Russische troepen bleven zich almaar terugtrekken, waarbij in het achtergelaten gebied alles van militaire en economische waarde vernietigd werd; hierbij werden zelfs de waterputten vergiftigd.

Aftocht Napoleon en zijn leger uit Moskou

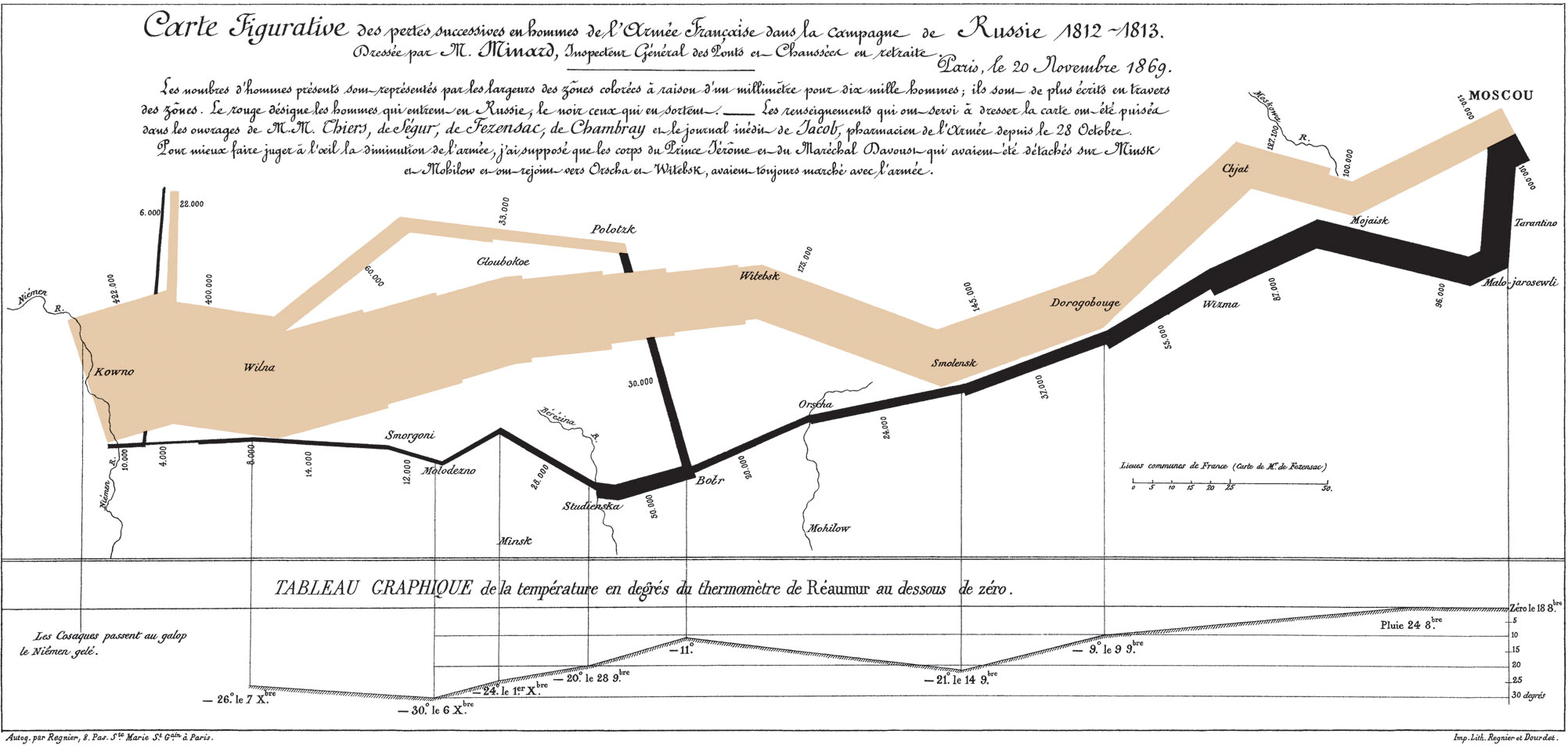
De verliezen van het Napoleontische leger tijdens de veldtocht in Rusland

Op 15 augustus, Napoleons verjaardag, trokken de Fransen de rivier de Dnjepr over. Aan Russische kant werd Barclay de Tolly, die veel kritiek had gekregen voor zijn tactiek van de verschroeide aarde, vervangen door Michail Koetoezov. Het eerste grote treffen tussen de Russen en Fransen was de Slag bij Smolensk op 17 augustus, die onbeslist bleef. De bloedige Slag bij Borodino op 7 september, iets ten zuiden van Moskou, was de grootste eendaagse veldslag van de napoleontische oorlogen. Hoewel de slag onbeslist bleef, waren de Russen na de veldslag zo verzwakt dat ze niet langer Moskou konden verdedigen, en Koetoezov gaf de opdracht om de stad te evacueren. Op 14 september trok Napoleon de verlaten stad binnen.
Met Moskou in handen hoopte Napoleon dat de Russische tsaar Alexander I zou capituleren, maar de Russen gaven zich niet over en al gauw braken in de hele stad branden uit, waardoor een groot deel van de stad in vlammen opging. Uiteindelijk besloot Napoleon de stad op 18/19 oktober weer te verlaten en begon de Franse terugtrekking. De Russen dwongen de Fransen om dezelfde verschroeide route te nemen die ze bij hun intocht hadden genomen. Ook pasten ze partizanentactieken toe. Het Grande Armée viel al snel uiteen en de terugtrekking veranderde in een chaotische vlucht. Veel troepen kwamen om van de kou, ondervoeding en onbehandelde verwondingen. In november 1812 vielen de achtervolgende Russen de uitgehongerde en zwaar vermoeide Fransen aan terwijl ze de rivier de Berezina wilden oversteken. In het daaropvolgende bloedbad, de Slag aan de Berezina, werd ongeveer de helft van de overgebleven troepen aan Franse kant gedood of gevangengenomen. Op 14 december verlieten de Fransen eindelijk weer het Russisch grondgebied. Slechts 18.000 tot 22.000 man van Napoleons enorme leger overleefden de veldtocht.

### Overloop van Pruisen
Nu de kansen eindelijk waren gekeerd en Napoleon voldoende verzwakt leek, overwogen verschillende bondgenoten zich tegen hem te keren. Met de Conventie van Tauroggen op 30 december 1812 sloot luitenant-generaal Yorck namens Pruisen een wapenstilstand met generaal Diebitsch namens Rusland. Dit nieuws werd met blijdschap ontvangen in Pruisen, hoewel de regering nog niet zo ver durfde te gaan om Napoleon openlijk te verraden. Yorck werd op non-actief gesteld wegens ongehoorzaamheid, maar in het geheim werden voorbereidingen getroffen voor een bondgenootschap met de tsaar. Dat werd uiteindelijk gesloten met het Verdrag van Kalisz op 28 februari 1813; dit was de basis voor de Zesde Coalitie. Dezelfde maand verbrak Oostenrijk zijn bondgenootschap met Frankrijk en ging over tot gewapende neutraliteit.

## Verloop

### Oorlogsverklaringen
Op 3 maart 1813, nadat Groot-Brittannië Zweedse aanspraken op Noorwegen had goedgekeurd, sloot Zweden een bondgenootschap met Groot-Brittannië en verklaarde Frankrijk de oorlog. Op 17 maart verklaarde koning Frederik Willem III van Pruisen Frankrijk ook de oorlog en publiceerde een oproep aan zijn onderdanen om de wapens op te nemen, getiteld An mein Volk ("Aan mijn volk"). Het eerste gewapende conflict geschiedde op 5 april in de Slag bij Möckern, waar een gecombineerde Pruisisch-Russisch strijdmacht Franse troepen versloeg. In de maanden daarna zouden steeds meer mogendheden overlopen en zich bij de Zesde Coalitie aansluiten.

### Duitsland

#### Voorjaarsveldtocht

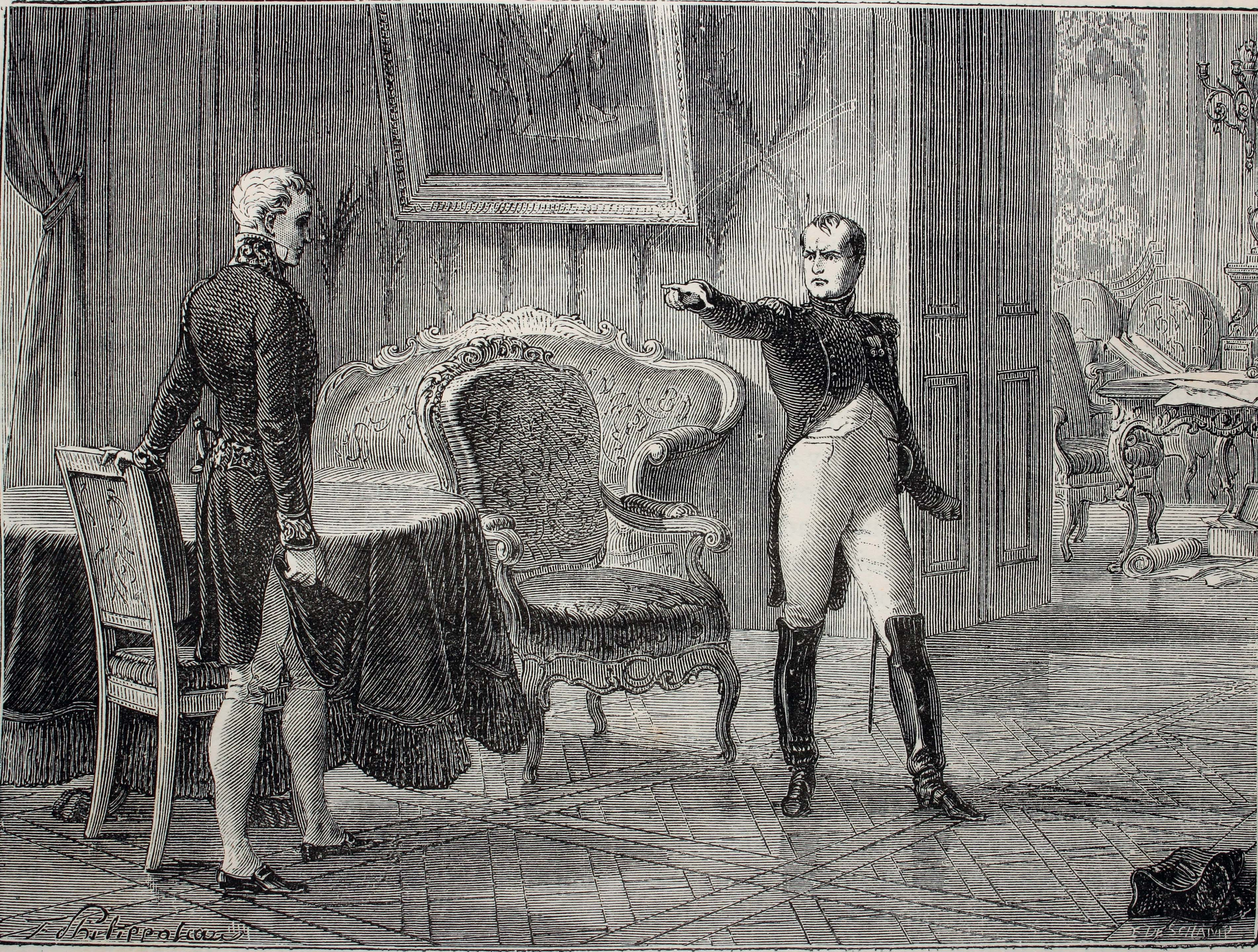
Metternich legt Napoleon de geallieerde eisen voor.

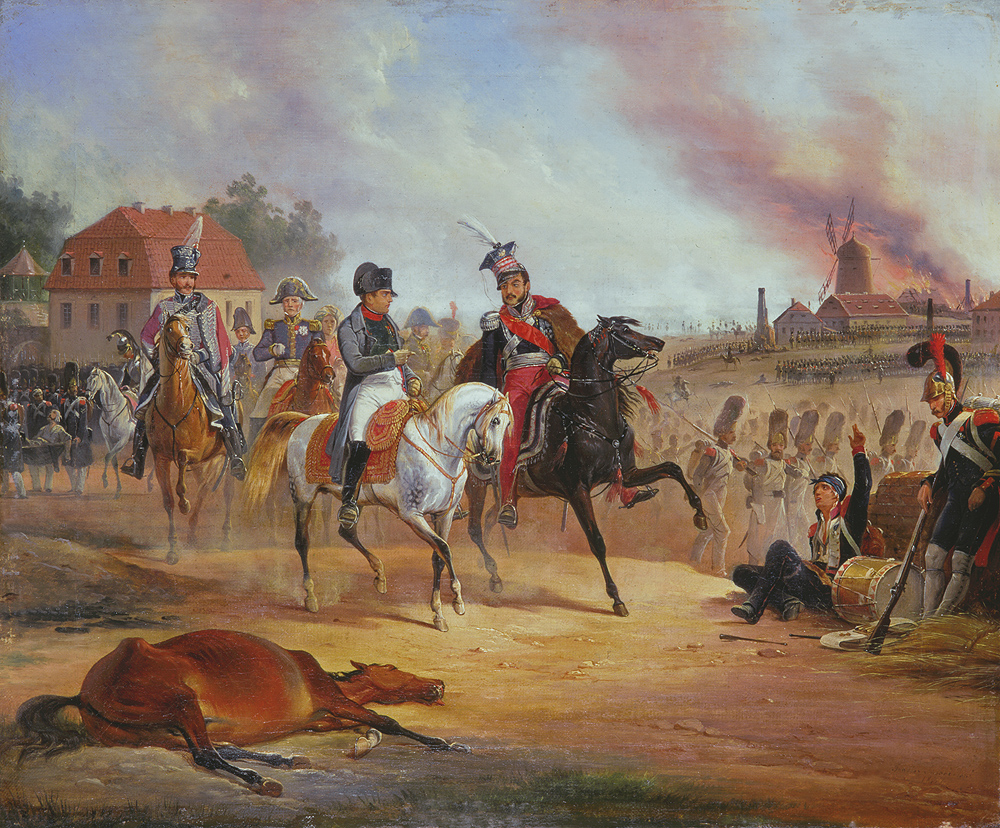
Napoleon en Poniatowski in de Slag bij Leipzig

Napoleon wist echter al snel een nieuw leger op de been te brengen en versloeg de Russen en Pruisen in de Slag bij Lützen op 2 mei 1813 en de Slag bij Bautzen op 21 mei. Daarbij leed hij zelf echter ook grote verliezen. Beide zijden hadden behoefte aan een adempauze. Op 4 juni werd de Wapenstilstand van Pläswitz gesloten, die tot 10 augustus in stand bleef.

#### Onderhandelingen in Reichenbach en Praag
In Reichenbach vergaderden Groot-Brittannië, Pruisen, Rusland en Oostenrijk over de te volgen strategie: de Britten gaven de Pruisen (in ruil voor gebiedsuitbreiding van het Britse Hannover) en Russen geld om hun legers te versterken en Oostenrijk beloofde Frankrijk de oorlog te verklaren als Napoleon de geallieerde vredesvoorwaarden zou afwijzen. Hiermee werd de Zesde Coalitie uitgebreid met Oostenrijk, dat officieel nog neutraal was en zich in de persoon van Metternich opwierp als 'bemiddelaar' tussen de geallieerden en Napoleon, en Groot-Brittannië, dat al sinds 1803 onafgebroken in oorlog was met Frankrijk.
Op 26 juni had Metternich een ontmoeting met Napoleon in het Marcolinipaleis in Dresden om hem uit te nodigen naar vredesbesprekingen in Praag en de geallieerde vredesvoorwaarden voor te leggen. Napoleon, woedend over de eisen, gooide zijn hoed op de grond en schopte ertegenaan van frustratie, terwijl hij Metternich vertelde dat hij er nooit op in zou gaan. Uiteindelijk nam de Franse keizer toch het besluit om met de coalitie om de tafel te zitten.
Van 12 juli tot 10 augustus onderhandelden Frankrijk en de geallieerden in het Congres van Praag. De eisen van beide partijen waren hoog: Napoleon wilde vasthouden aan al zijn Europese veroveringen tot 1812, want hij had de Russische veldtocht dan wel verloren, maar duidelijk gewonnen bij Lützen en Bautzen. De geallieerden verlangden dat Oostenrijk werd hersteld tot de grenzen van voor 1805 en Pruisen hersteld tot de grenzen van voor 1806, opheffing van de Rijnbond en een einde aan de Franse invloed in Duitsland, vrijhandel voor de Hanzesteden (afschaffing van het continentaal stelsel), opheffing van het Hertogdom Warschau en terugtrekking van de Pommerse garnizoenen, onafhankelijkheid voor Nederland, een einde aan alle Franse heerschappij in Italië en herstel van de voormalige monarchieën in Spanje en Portugal.
De partijen bereikten geen overeenstemming. Omdat aan de geallieerde eisen niet werd voldaan, verklaarde daarom ook Oostenrijk op 12 augustus de oorlog aan Frankrijk.

#### Najaarsveldtocht
In de Slag bij Dresden (26–27 augustus) versloeg Napoleon de Russen, Pruisen en Oostenrijkers, maar een deel van het Franse leger werd vervolgens verslagen in de Slag bij Kulm op 30 augustus. Napoleon stuurde Oudinot en Ney om de Pruisische hoofdstad Berlijn in te nemen en zo de Pruisen tot vrede te dwingen, maar Oudinot en Ney leden een nederlaag in de Slag bij Dennewitz op 6 september en moesten zich terugtrekken. Op 8 oktober sloot de Franse bondgenoot Beieren zich aan bij de geallieerden. Napoleon trok zijn leger terug en organiseerde zijn troepen rond de stad Leipzig, waar van 16 tot 19 oktober een enorme veldslag plaatsvond, de Slag bij Leipzig, ook wel de "Volkerenslag" genoemd omdat zoveel verschillende naties deelnamen. De veldslag tussen 195.000 Franse soldaten en 350.000 geallieerden eindigde in een nederlaag voor Napoleon, die grote verliezen leed en zijn troepen moest terugtrekken achter de Rijn. Nu voegden ook de andere Duitse staten zich bij de coalitie tegen Frankrijk.

### Nederland
Het geallieerde Noordelijke Leger onder bevel van de Zweedse kroonprins Bernadotte trok na de Slag bij Leipzig op naar de Nederlandse grens. Op 12 november 1813 bezetten kleine groepen geallieerde soldaten Zwolle en op 15 november Groningen. Veel Nederlanders, die van de Franse nederlagen hoorden, kregen weer hoop dat ze ooit weer onafhankelijk zouden worden. Her en der braken kleine opstanden uit; in Amsterdam sloeg het stadsbestuur een anti-Frans oproer nog neer op 16 november, maar in Den Haag brak vanaf 17 november een opstand uit onder leiding van het Driemanschap van 1813 die zich over het hele land verspreidde. De Russische kozakken van de voorhoede onder bevel van generaal Alexander von Benckendorff trokken op 17 november 1813 de grenzen over. Wat begon als een verkenning ontaardde al snel in een vlucht van de Fransen uit Noord-Nederland. Een week later werden de kozakken ingehaald in Amsterdam en stond Von Benckendorff op het balkon van het Paleis op de Dam.
In eerste instantie wisten Nederlandse burgers van de plotselinge paniek gebruik te maken door op verschillende plaatsen in opstand te komen en de macht te grijpen. De Fransen herstelden zich en sloegen hard terug, bijvoorbeeld bij de herovering van Woerden door het Pruisische Regiment (24 november 1813), waarbij 26 burgers werden gedood. De Fransen moesten zich verder terugtrekken in enkele vestingsteden, zoals Arnhem, Gorinchem, Bergen-op-Zoom, Naarden en Den Helder. Deze steden werden door de Russen, Pruisen, Britten en Nederlanders belegerd. Op 30 november werden Arnhem en de Duitse stad Stettin ingenomen, waardoor veel Nederlandse soldaten in Franse dienst krijgsgevangen werden genomen; deze gingen over in Nederlandse dienst en vormden het kader van het nieuwe Nederlandse leger.
Willem Frederik, de zoon van de laatste stadhouder Willem V, landde op 30 november in Scheveningen. In Den Haag nam hij enkele dagen later, op 2 december, de titel aan van Soeverein Vorst van het Soeverein Vorstendom der Verenigde Nederlanden. De Fransen organiseerden begin december een tegenaanval vanuit Antwerpen, maar bij het beleg van Breda werden ze gestuit. De Fransen wisten ondanks de belegeringen hardnekkig stand te houden, onder andere bij de blokkade van Maastricht van januari tot begin mei 1814, totdat het bericht kwam dat Napoleon was afgetreden. De Franse troepen gaven de vestingen op en trokken zich terug naar Frankrijk. De laatste steden die zij verlieten waren Naarden-Vesting en Delfzijl, die zij pas verlieten na een beleg dat pas in mei 1814 eindigde (zie Beleg van Naarden en Beleg van Delfzijl). Nederland was weer onafhankelijk.

### Spanje
Op het Iberisch Schiereiland draaide de Spaanse Onafhankelijkheidsoorlog eindelijk in het voordeel van de geallieerden. De Britse bevelhebber Wellington had op 22 juli 1812 de Fransen verslagen in de Slag bij Salamanca en in augustus Madrid ingenomen, maar moest zich weer terugtrekken naar Lissabon om te voorkomen dat hij ingesloten zou worden. In 1813 begon Wellington een nieuwe veldtocht tegen de Fransen, die verzwakt waren omdat veel troepen naar het front in Duitsland waren gestuurd. Wellington won een beslissende overwinning in de Slag bij Vitoria op 21 juni, belegerde de Franse garnizoenen in San Sebastian en Pamplona en bereikte de Pyreneeën.
De Franse maarschalk Soult kreeg het bevel over de Franse troepen in Spanje en begon een tegenaanval. In de daaropvolgende Slag van de Pyreneeën behaalde Soult eerst enkele overwinningen bij de bergpassen op 25 juli, maar na Soults nederlaag tegen Wellington in de Slag bij Sorauren (28 juli - 1 augustus) en de Spaanse overwinning in de Slag bij San Marcial op 31 augustus viel zijn leger uiteen en moest Soult zich uit Spanje terugtrekken.
Op 7 oktober trok Wellington Frankrijk binnen. Napoleon bood Spanje op 11 december een aparte vrede aan, maar de Spanjaarden sloegen Napoleons aanbod af. Verdere geallieerde overwinningen volgden, met de Slag bij Toulouse als laatste wapenfeit op 10 april 1814, vier dagen na Napoleons aftreden; het nieuws had Zuid-Frankrijk toen nog niet bereikt.

### Illyrië, Italië en Zwitserland
Eugène de Beauharnais, stiefzoon van Napoleon en onderkoning van Italië, had meegevochten in Rusland en leidde het laatste restant van het invasieleger terug naar Frans gebied. Hij nam ook deel aan de slag bij Lützen (2 mei 1813), waarna Napoleon hem de opdracht gaf om de verdediging van Italië tegen Oostenrijk op zich te nemen. Het was een kwestie van tijd wanneer de Oostenrijkers zouden aanvallen (de oorlog werd op 12 augustus verklaard) en voor die tijd zette Eugène een frontlinie op van Tarvisio (Tarvis) tot Karlovac (Karlstadt), met zijn hoofdkwartier halverwege bij Ljubljana (Laibach) ter bescherming van de Illyrische Provincies. Dit leidde tot een anti-Franse opstand onder Kroatische nationalisten, die spoedig materiële steun kregen van Wenen in de vorm van 12.000 musketten. Feldzeugmeister Paul von Radivojevich viel de Franse linie aan in het zuiden, zijn collega Johann von Hiller in het noorden. Op 6 september behaalden de Fransen een kleine overwinning bij Feistritz en opnieuw bij Caldiero op 15 november.
In november trokken Franse en Italiaanse troepen zich terug uit Zwitserland. De Tagsatzung kwam op 15 november bijeen voor een buitengewone vergadering en verklaarde de gewapende neutraliteit, hoewel men zich nog niet expliciet tegen Frankrijk keerde. Pas eind december 1813 verklaarde men de Mediationsakte nietig en daarmee zich onafhankelijk van Napoleon. Eugène hield stand aan de rivier de Mincio en vocht daar op 8 februari 1814 een onbesliste veldslag uit tegen de Oostenrijkers. Hij zou stand blijven houden tot Napoleon op 6 april 1814 troonsafstand deed.

### Frankrijk

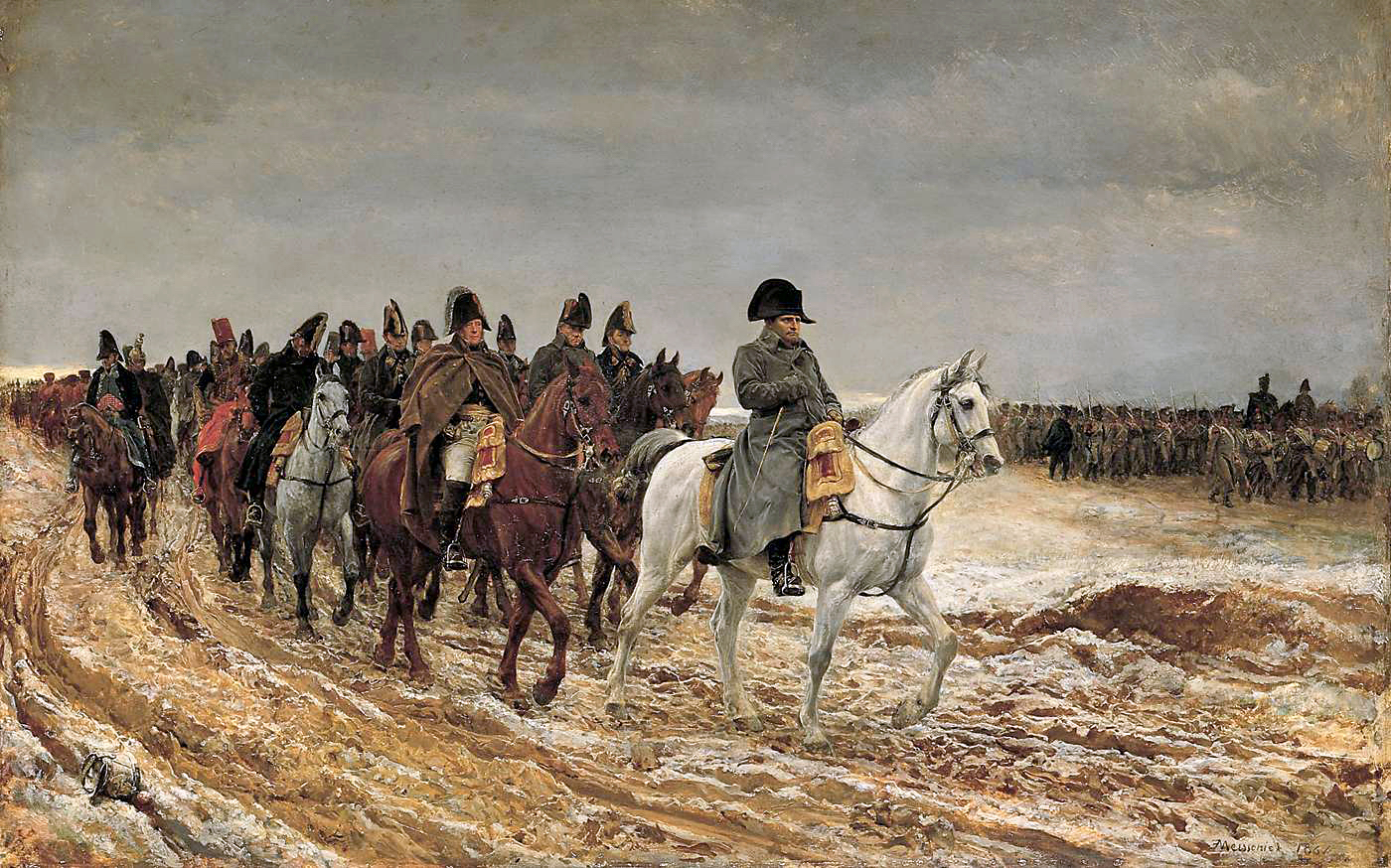
Napoleon tijdens de veldtocht in 1814
Schilderij door Jean-Louis-Ernest Meissonier, 1864

Na zijn nederlaag in de Slag bij Leipzig had Napoleon zijn troepen teruggetrokken achter de Rijn. De geallieerden vielen nu Frankrijk zelf binnen. Het Pruisische leger stak onder leiding van von Blücher van 2 tot 5 januari 1814 bij Burg Pfalzgrafenstein de Rijn over, het Russische leger onder Ferdinand von Wintzingerode volgde op 13 januari 1814 bij Düsseldorf. Bernadotte en Bülow trokken vanuit het bevrijde Nederland op naar het zuiden. Na de overwinning bij de slag bij Hoogstraten op 11 januari trok het coalitieleger naar Brussel dat op 11 februari bevrijd werd. De Fransen trokken weg uit België, Roer en Nedermaas maar hielden wel stand in de vestingsteden Venlo, Maastricht en Antwerpen. In België en op de linker Rijnoever werd in de heroverde gebieden door de coalitie een militair bestuur ingesteld in de vorm van drie generaal-gouvernementen. Het Oostenrijkse leger onder aanvoering van Schwarzenberg was via Zwitserland Oost-Frankrijk binnengetrokken. In het zuidwesten van Frankrijk trok Wellington vanuit Spanje binnen.
Napoleon stond met 70.000 man tegenover een half miljoen geallieerde soldaten, samengetrokken in de Marnestreek ten oosten van Parijs. Toch wist hij in zijn beroemde Zesdaagse Veldtocht (10-14 februari 1814) een reeks overwinningen op de geallieerden te behalen, voor veel historici het bewijs van zijn militaire genie. Deze overwinningen waren echter niet genoeg om de massale geallieerde aanval op Parijs een halt toe te roepen.
Op 9 maart sloten de geallieerden het Verdrag van Chaumont, waarbij ze Napoleon een wapenstilstand aanboden als Frankrijk alle gebieden zou opgeven die het sinds het uitbreken van de Franse Revolutie had veroverd. Napoleon weigerde, waarna de gevechten hervat werden. Napoleon trok naar het oosten en leverde op 26 maart een veldslag met de geallieerde achterhoede. De hoofdmacht van de geallieerden rukte echter op naar Parijs en trok op 30 maart de stad binnen. Met een snelle terugmars was Napoleon op 30 maart gevorderd tot Fontainebleau. Hij wilde oprukken naar Parijs maar werd door zijn legerstaf tegengehouden.

### Capitulatie
Op 6 april, in Fontainebleau, trad Napoleon af ten gunste van zijn zoon Napoleon II. De geallieerden eisten echter de onvoorwaardelijke overgave van Frankrijk. Napoleon ondertekende op 11 april het Verdrag van Fontainebleau, waarbij hij afstand deed van de Franse troon en ook zijn nakomelingen en familieleden het recht op de Franse troon ontnam. Napoleon mocht wel zijn keizerstitel behouden, en kreeg hierbij het eilandje Elba als "keizerrijk" aangeboden.

## Nasleep

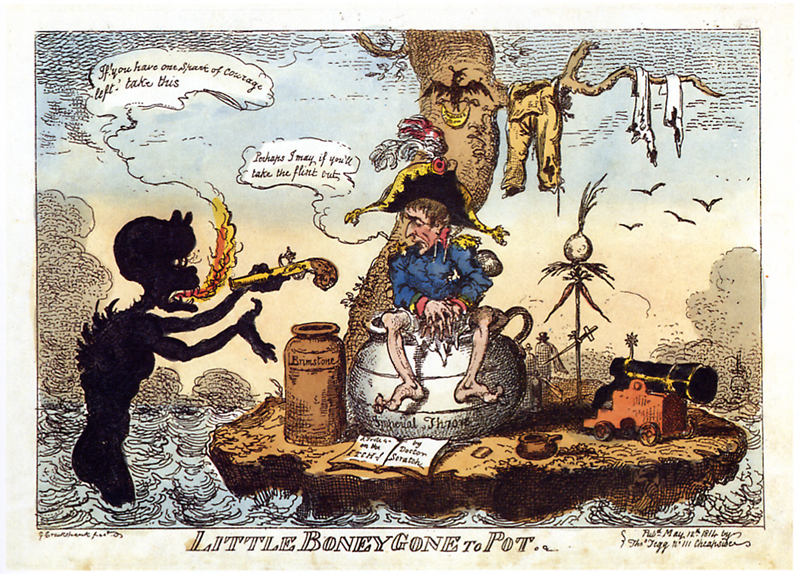
Britse spotprent van Napoleon in ballingschap op Elba

Op 3 mei 1814 kwam Napoleon aan op Elba. In Frankrijk werd het Huis Bourbon hersteld op de troon van Frankrijk met Lodewijk XVIII als nieuwe koning (zie Restauratie). Op 1 november begon het Congres van Wenen, waarbij Europa opnieuw zou worden verdeeld. Zo werd besloten dat Nederland en België zouden samengaan tot het Verenigd Koninkrijk der Nederlanden om zo een bufferstaat rond Frankrijk te vormen. De eerste koning van deze nieuwe staat, Willem I, werd ook groothertog van Luxemburg.
Op 26 februari 1815 vluchtte Napoleon weg van Elba en keerde terug naar Frankrijk. In de Honderd Dagen die volgden bracht hij een nieuw leger op de been, maar werd uiteindelijk verslagen door de Zevende Coalitie van de geallieerden in de Slag bij Waterloo op 18 juni. Hierna werd Napoleon verbannen naar het verafgelegen Zuid-Atlantische eiland Sint-Helena, waar hij in 1821 stierf.